# 新罗谢尔站
新罗谢尔站（英語：New Rochelle station）是一座位于美国纽约州新罗谢尔的大都会北方铁路和美铁车站，有大都会北方铁路的纽黑文线列车和美铁的东北区域号、阿西乐特快（平日）列车停靠，Bee-Line Bus System在站外设有一座巴士站。
本站于1848年12月25日随纽约和纽黑文铁路启用，是该铁路进入纽约市前的最后一站。1851年车站经过线路在发生一起相撞事故后实施复线化。1887年车站重建站房，建筑师未知，并曾于1931年翻新，2009年10月14日被列为國家史蹟名錄。
1916年地狱门大桥建成，其引桥支线自本站南侧出岔，经皇后区、东河隧道至宾州车站，实现纽约、纽黑文和哈特福德铁路和賓夕法尼亞鐵路的联通。1987年10月25日，本站取代拉伊站成为西徹斯特郡的美铁停车站。1990年车站进行了翻修工程

## 车站结构
新罗谢尔站设有两座高站台，北侧为9卡长的侧式站台、南侧为8卡长的岛式站台:18。
| G      | 地面     | 出入口、停车场                                                                              |
| P 站台 | 侧式站台 | 侧式站台                                                                                    |
| P 站台 | 3道      | ← ■纽黑文线往大中央总站方向（佩勒姆）                                                       |
| P 站台 | 1道      | ← ■纽黑文线快速列车通过 →                                                                   |
| P 站台 | 2道      | ← ■纽黑文线快速列车通过 → ← ■美鐵南下往纽约方向（宾州车站）                                 |
| P 站台 | 岛式站台 |                                                                                             |
| P 站台 | 4道      | ← ■纽黑文线往史丹佛方向（拉奇蒙特） → ← ■美鐵北上往波士顿、斯普林菲尔德方向列车（史丹佛） → |

## 交通中心
20世纪后半期本站客流增长，导致既有停车设施不敷应用。1994年，新罗谢尔市计划在车站旁建设一个包含了900个停车位、巴士站、的士站的多式联运中心，于2001年启用。
交通中心底层为巴士总站，设有售票处和候车区，有Westchester Bee-Line、出租车和Connecticut Limousine使用。底层中心曾预留有长途客运Trailways Transportation System的设施，但最终未使用。Trailways车站位于两个街区外。

## 图片

本站南侧可分别接入大中央总站和宾州车站
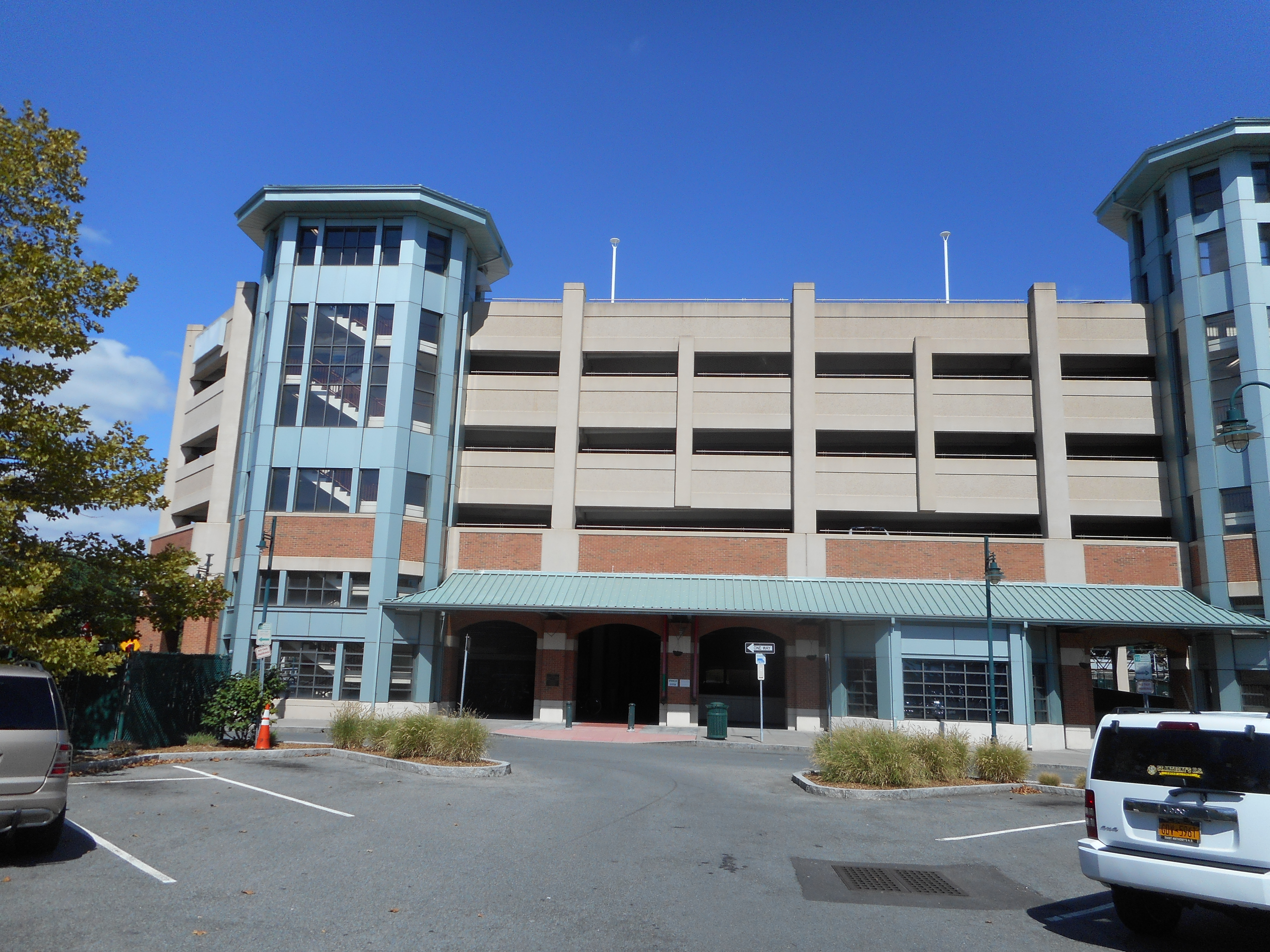
交通中心
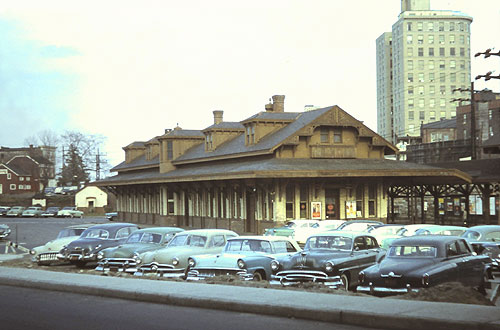
1957年的车站
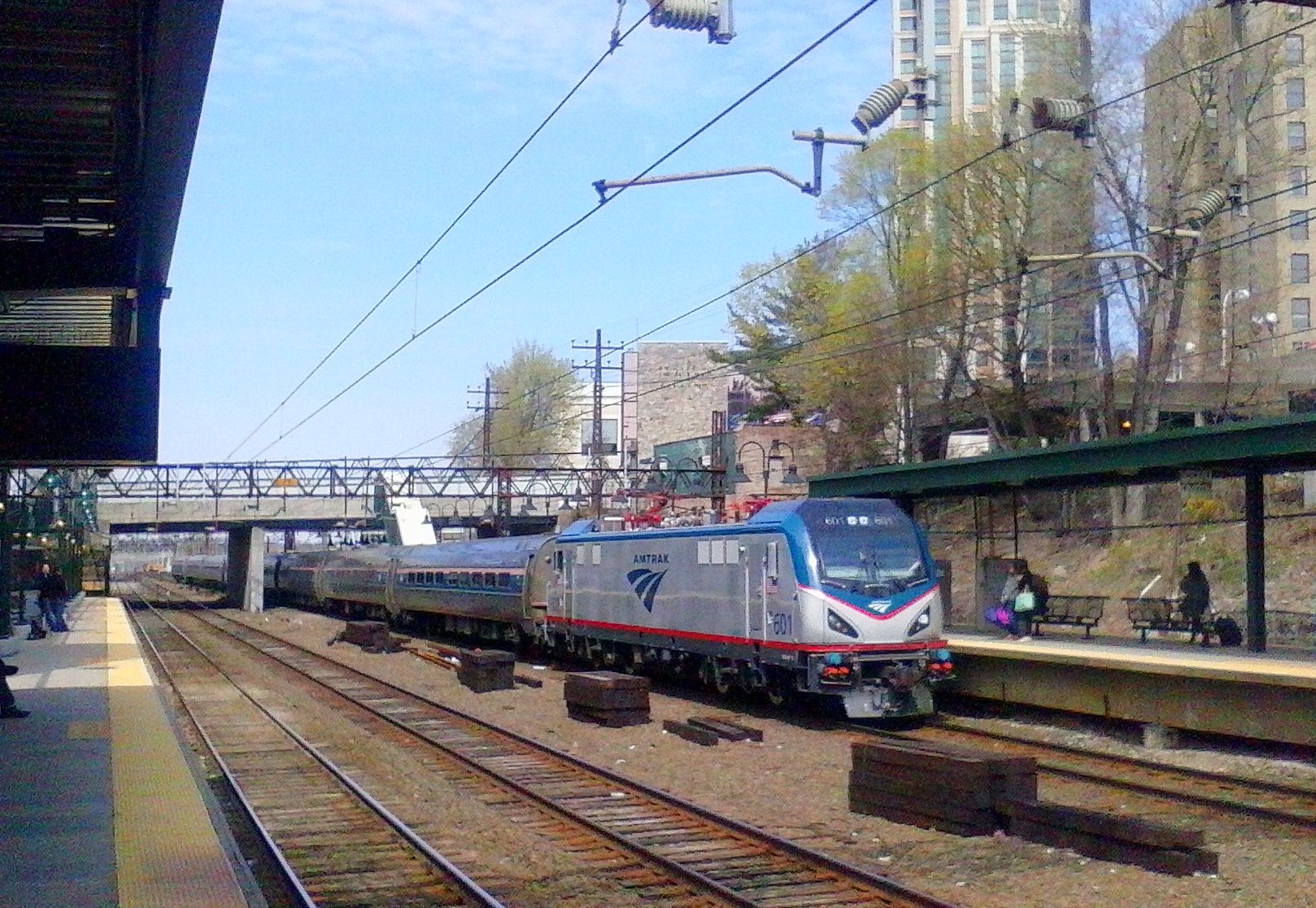
美铁列车进站